# Alan Marangoni
Alan Marangoni (Lugo, provincia de Ravena, 16 de julio de 1984) es un ciclista italiano.
Fue profesional desde 2009, cuando debutó con el equipo CSF Group-Navigare, hasta 2018. En 2011 fichó por el equipo italiano Liquigas-Cannondale, equipo en el que permaneció hasta 2014.

## Palmarés
2006
- Memorial Davide Fardelli

2008
- 1 etapa del Giro del Friuli Venezia Giulia

2011
- 3.º en el Campeonato de Italia Contrarreloj

2014
- 3.º en el Campeonato de Italia Contrarreloj

2018
- Tour de Okinawa

## Resultados en Grandes Vueltas
| Carrera | Carrera         | 2009 | 2010  | 2011  | 2012 | 2013  | 2014  | 2015  | 2016 | 2017 | 2018 |
| ------- | --------------- | ---- | ----- | ----- | ---- | ----- | ----- | ----- | ---- | ---- | ---- |
|         | Giro de Italia  | —    | 107.º | 142.º | —    | 114.º | 137.º | 131.º | —    | —    | —    |
|         | Tour de Francia | —    | —     | —     | —    | 111.º | —     | —     | —    | —    | —    |
|         | Vuelta a España | —    | —     | 138.º | —    | —     | —     | —     | —    | —    | —    |

—: no participa

Ab.: abandono

## Equipos
- CSF Group-Navigare/Colnago (2009-2010)
  - CSF Group-Navigare (2009)
  - Colnago-CSF Inox (2010)
- Liquigas/Cannondale (2011-2014)
  - Liquigas-Cannondale (2011-2012)
  - Cannondale Pro Cycling (2013)
  - Cannondale (2014)
- Cannondale (2015-2016)
  - Team Cannondale-Garmin (2015)
  - Cannondale Pro Cycling Team (2016)
- Nippo-Vini Fantini (2017-2018)
  - Nippo-Vini Fantini (2017)
  - Nippo-Vini Fantini-Europa Ovini (2018)